# Agrostis agrostiflora
Agrostis agrostiflora é uma espécie de gramínea do gênero Agrostis, pertencente à família Poaceae.